# Пафнутий (епископ Суздальский)
Епископ Пафнутий (ум. 26 ноября (5 декабря) 1570) — епископ Русской церкви, епископ Суздальский и Тарусский.
В 1566 (по некоторым данным, в 1567) году хиротонисан во епископа Суздальского и Тарусского.
Сопровождал царя в походе на Ливонию осенью 1567 года.
В 1568 году Иваном Грозным в Соловецкий монастырь была отправлена следственная комиссия, которая должна была собрать обвинительный материал для привлечения митрополита Филиппа (Колычёва) к соборному суду. Следственную комиссию, составленную из личных врагов митрополита Филиппа, возглавлял епископ Суздальский Пафнутий. Клевреты царские употребили все: и ласки, и угрозы, и дары, и обещания почестей, чтобы найти между иноками лжесвидетелей на митрополита, и действительно некоторых увлекли. Записав клеветы и взяв с собою клеветников, царские послы возвратились в Москву. Немедленно открыт был Собор в присутствии самого государя и бояр для суда над митрополитом.
Вскоре после суда и мученической кончины митрополита Филиппа царь Иван Грозный осознал свою несправедливость против святого мужа и излил свой гнев на клеветников. В их числе был и епископ Суздальский Пафнутий, который, по словам А. Н. Муравьёва, «скоро получил мзду: заточение было ему наградою».
Скончался 26 ноября 1570 года (по другим данным 26 ноября 1569 года).